# Everybody Hates Me
"Everybody Hates Me" é uma canção gravada pela dupla de DJs americanos The Chainsmokers, gravada para o seu segundo álbum de estúdio Sick Boy. Foi produzido por The Chainsmokers e Shaun Frank, com letras escritas por Emily Warren e composto por Andrew Taggart. A canção foi lançada pela Disruptor Records e pela Columbia Records em 16 de março de 2018, após "Sick Boy" e "You Owe Me".

## Antecedentes
A dupla estreou a canção durante um show ao vivo em Praga no dia 11 de fevereiro de 2018. Eles primeiro provocaram a música em 13 de março de 2018, juntamente com uma foto do videoclipe, que mostra a dupla em pé frente de um carro que está em chamas. A canção foi oficialmente anunciada no dia seguinte, acompanhada pela capa.

## Composição
De acordo com Jon Wiederhorn, da CBS Radio, "'Everybody Hates Me' é uma faixa mid-tempo de hip-hop-infletida sobre estar desanimado e desiludido". Liricamente, a canção discute a situação de ser autocrítico e famoso ao mesmo tempo.

## Faixas e formatos
| Everybody Hates Me - Download digital |                      |         |  |
| N.º                                   | Título               | Duração |  |
| 1.                                    | "Everybody Hates Me" | 3:44    |  |

| Sick Boy...Everybody Hates Me - Download digital |                      |         |  |
| N.º                                              | Título               | Duração |  |
| 1.                                               | "Everybody Hates Me" | 3:44    |  |
| 2.                                               | "You Owe Me"         | 3:10    |  |
| 3.                                               | "Sick Boy"           | 3:13    |  |

## Desempenho nas tabelas musicais
| Tabelas musicais (2018)                        | Melhor posição |
| ---------------------------------------------- | -------------- |
| O campo songid é OBRIGATÓRIO PARA PARADA ALEMÃ | 75             |
| Austrália (ARIA)                               | 50             |
| Austrália Dance (ARIA)                         | 5              |
| Canadá (Canadian Hot 100)                      | 71             |
| Estados Unidos (Billboard Dance/Electronic)    | 5              |
| Estados Unidos (Billboard Hot 100)             | 100            |
| Irlanda (IRMA)                                 | 78             |
| Itália (FIMI)                                  | 96             |
| Noruega (VG-lista)                             | 33             |
| Nova Zelândia Heatseekers (RMNZ)               | 4              |
| Reino Unido (UK Singles Chart)                 | 81             |
| República Checa (Singles Digitál Top 100)      | 15             |
| Suécia (Sverigetopplistan)                     | 33             |